# بيلي ماير (لاعب كرة قاعدة)
بيلي ماير (بالإنجليزية: Billy Meyer)‏ هو لاعب كرة قاعدة أمريكي، ولد في 14 يناير 1893 في نوكسفيل في الولايات المتحدة، وتوفي بنفس المكان في 31 مارس 1957.

## وصلات خارجية
- بيلي ماير على موقع دوري كرة القاعدة الرئيسي (الإنجليزية)
- بيلي ماير على موقعبيزبول رفرنس.كوم (الدوري الرئيسي) (الإنجليزية)
- بيلي ماير على موقعبيزبول رفرنس.كوم (الدوري الثانوي) (الإنجليزية)
- بيلي ماير على موقع إي إس بي إن.كوم (أم.أل.بي) (الإنجليزية)
- بيلي ماير على موقع مشجعي الرسوم البيانية (الإنجليزية)